# Công quốc Freedonia
Công quốc Freedonia là một vi quốc gia dựa trên các nguyên tắc tự do. Quốc gia này được tạo ra như một "dự án giả định" bởi một nhóm thanh thiếu niên ở Hoa Kỳ vào năm 1992. Dự án được chính thức hóa như một dự án quốc gia mới vào năm 1997, bao gồm những nỗ lực vào năm 2001 để thuê lãnh thổ ở Somaliland. Nỗ lực cho thuê đất đã bị từ chối.
Dự án được đứng đầu bởi một sinh viên đại học Texas tên là John Kyle, người đã sử dụng danh hiệu Hoàng tử John. Bản thân Công quốc Freedonia có trụ sở tại Boston, Massachusetts.

## Đúc tiền
Trong khi dự án Freedonia đang hoạt động, quốc gia này đã đúc tiền của riêng mình. Freedonia đúc một số đồng xu bạc 1 oz 50 đô la Freedonian. Những đồng tiền này được bán trên trang web của tổ chức.

## Tình trạng hiện tại
Trang web của dự án Freedonia đã không được cập nhật trong một số năm và diễn đàn thảo luận của nó không còn hoạt động nữa, liên lạc qua e-mail với Hoàng tử tự phong không hoạt động và toàn bộ dự án dường như không còn tồn tại. Các tuyên bố qua email từ người sáng lập cho thấy dự án không được theo đuổi tích cực kể từ năm 2004.
Kể từ năm 2013, trang web của Freedonia không còn tồn tại.